# Erdene Zuu
L'Erdene Zuu est un monastère bouddhiste de l'école Gelugpa considéré comme le plus ancien ayant subsisté en Mongolie. Il fut bâti sur le site de l'ancienne ville de Karakorum par Abadai Khan en 1585 à la suite de l'introduction du bouddhisme en Mongolie. En 2004, le monastère a été inscrit dans la liste du patrimoine mondial comme sous-ensemble du "Paysage culturel de la Vallée de l’Orkhon".
Le monastère fut construit en partie avec des pierres issus des ruines de Karakorum. Le mur se compose de 108 stupas, c'est-à-dire de tumulus en terre pouvant contenir des reliques. Le nombre de stupas n'est pas totalement anodin puisqu'il incarne toute une symbolique sacrée dans le bouddhisme. Il reflète le nombre de perles dans un rosaire bouddhiste.
Dans les années 1680, le monastère est endommagé par la guerre, mais fut reconstruit au XVIIIe siècle et comprenait 62 temples complets en 1872. Durant ces siècles, l'Erdene Zuu fut le sanctuaire religieux le plus important de Mongolie.
Toutefois, en 1939, Horloogiyn Choybalsan, président du Conseil des ministres de la République populaire mongole, détruit le monastère dans le cadre d'une purge, et qui entraîne par ailleurs, la disparition de centaines de monastères et l'assassinat de dix mille moines,. Seulement trois temples et le mur externe subsistent et les temples sont devenus des musées en 1947. Selon des spéculations, cette partie du monastère a été épargnée de la destruction à la suite de l'intervention de Franklin Roosevelt qui aurait demandé à Staline d'épargner ces vestiges en 1944.
Ayant perdu son statut, le seul monastère actif était celui de Gandantegchinlin à Oulan-Bator. Mais la fin du communisme en 1990 permet au monastère de retrouver sa stature. Ainsi, le monastère a été remis aux lamas et redevient un lieu de culte. Il est également restauré à la fin du siècle. Aujourd'hui, le monastère est à la fois un lieu de culte actif autant qu'un musée ouvert aux touristes.

## Galerie

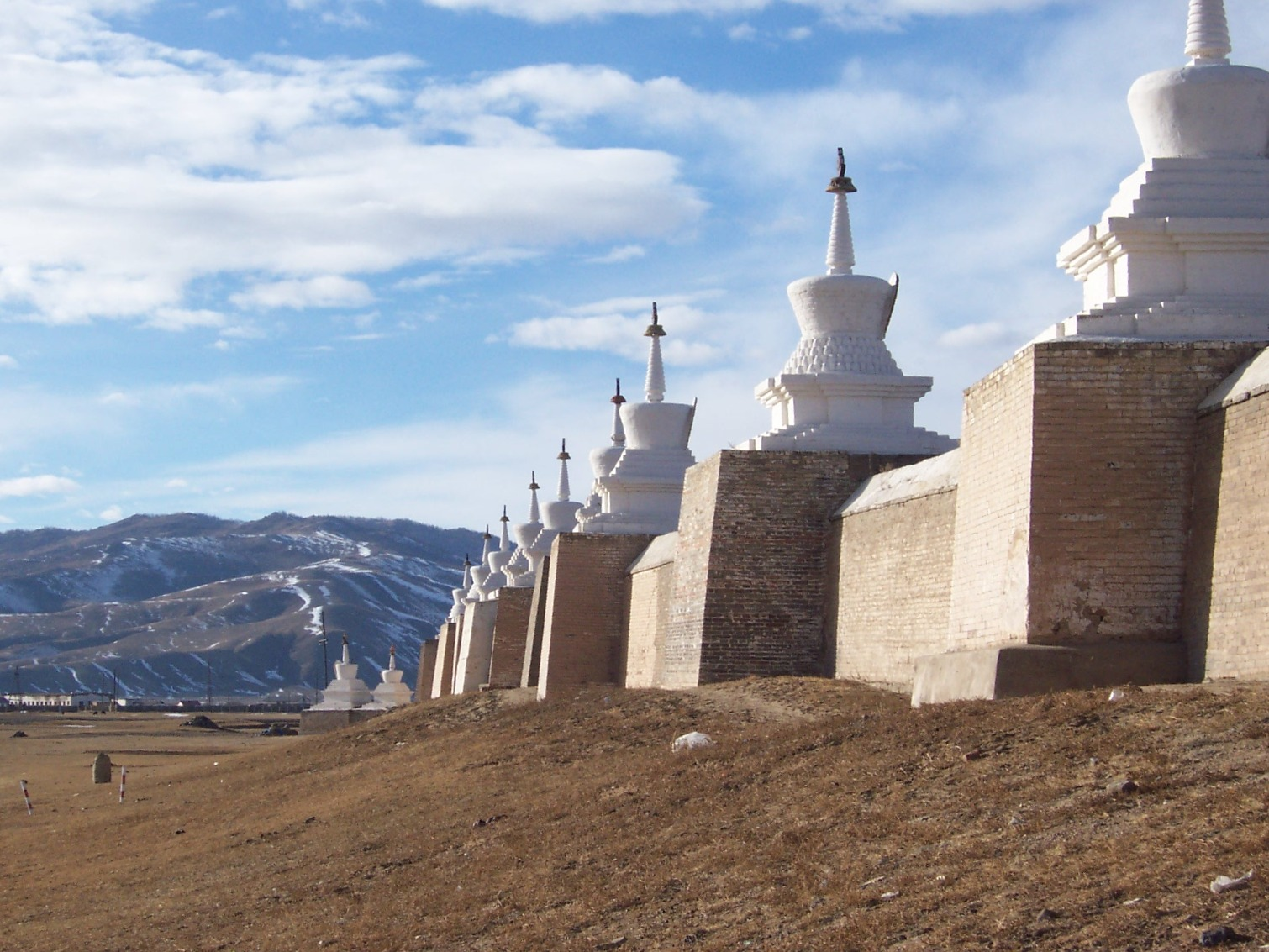
Une partie des 108 stupas entourant le monastère
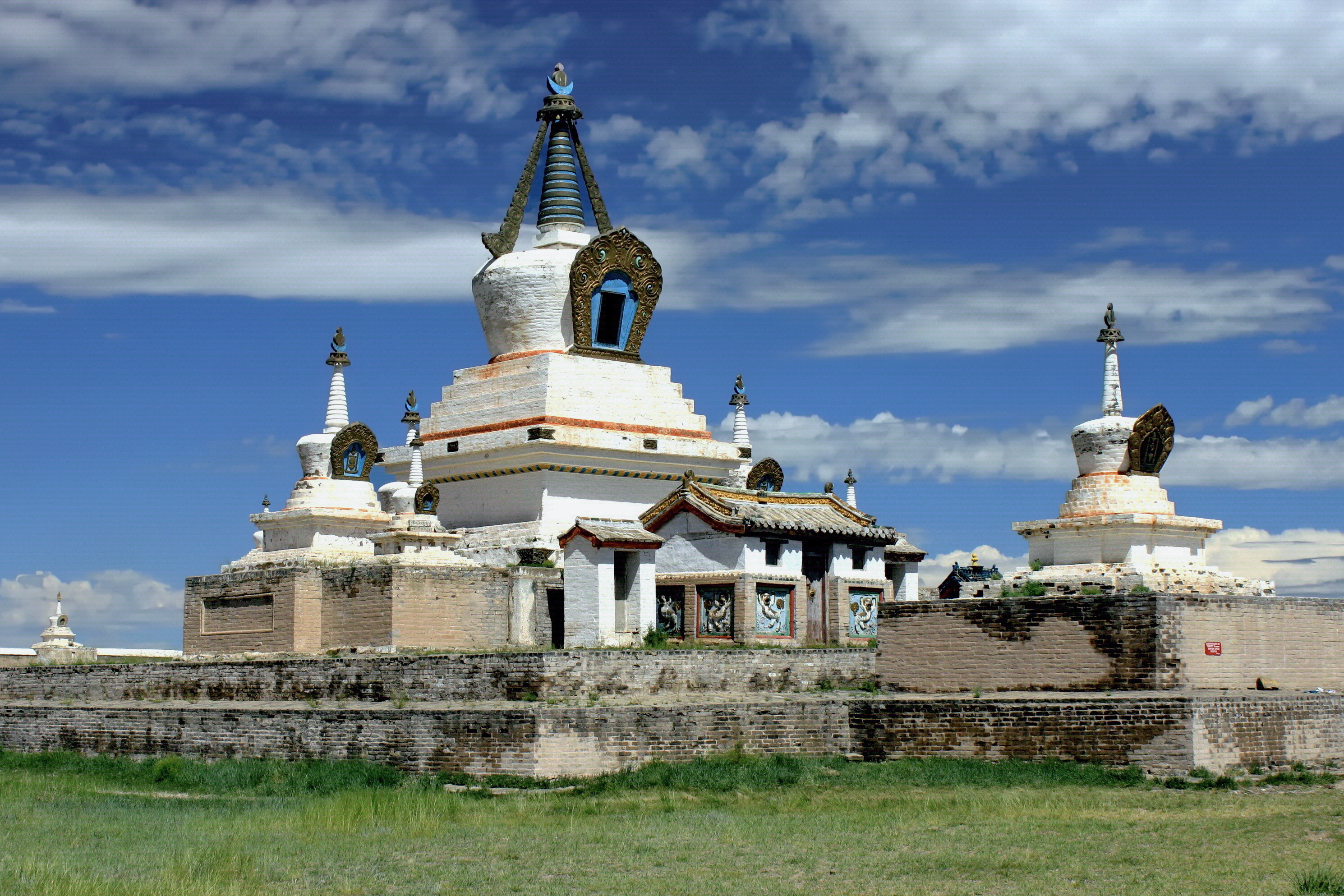
Le « Stupa d'Or » de Erdene Zuu
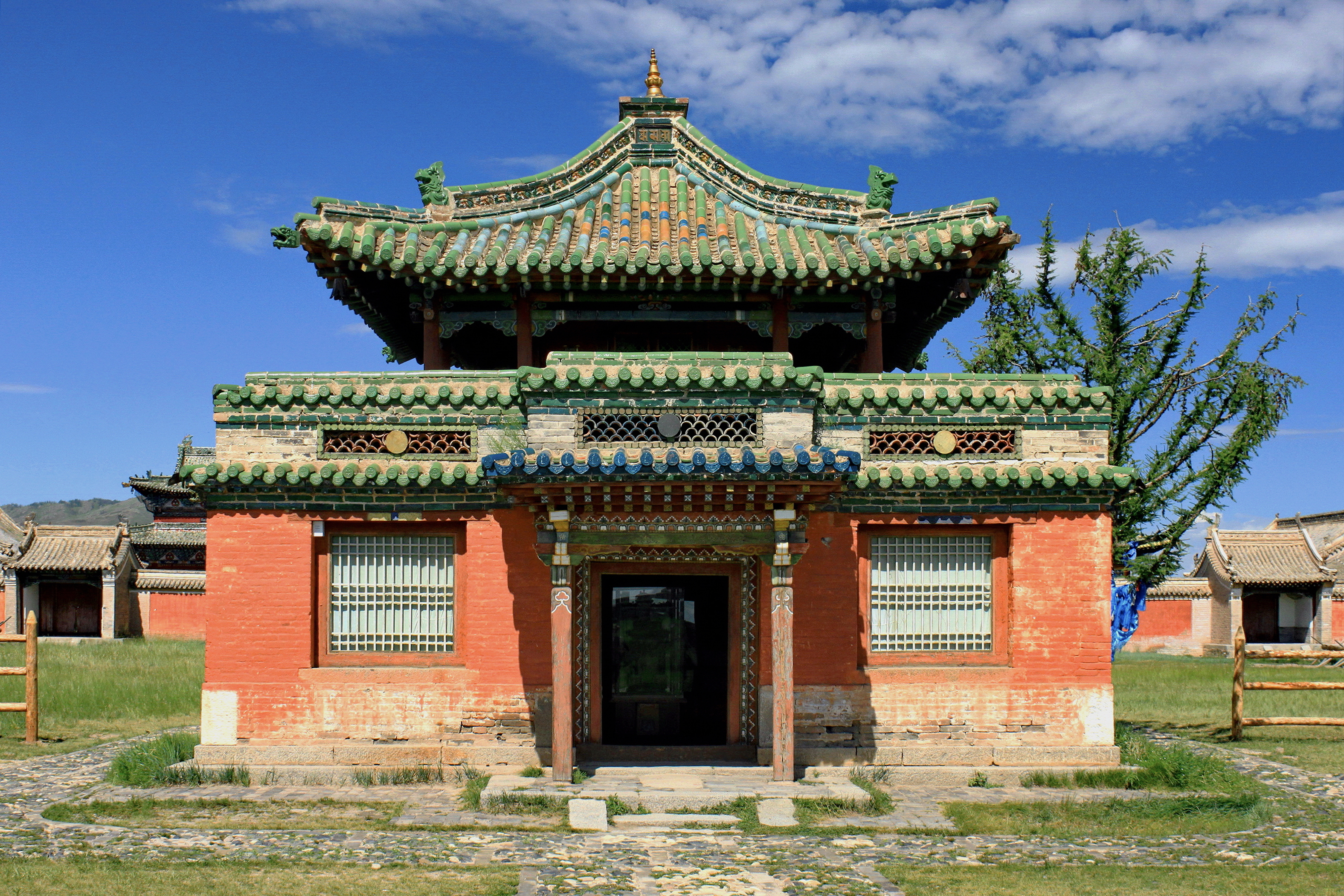
Temple de Dalaï Lama
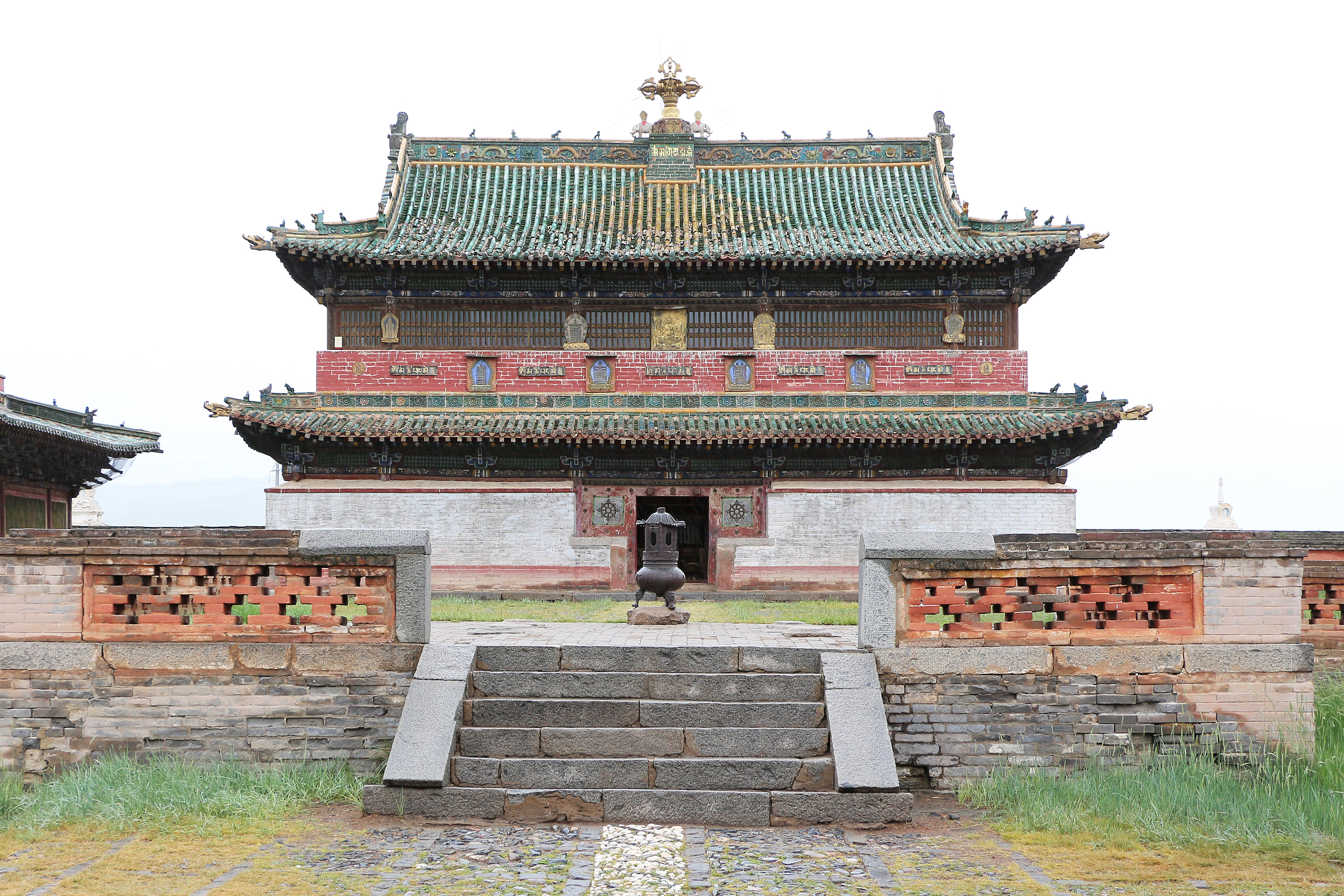
Temple Gol Zuu
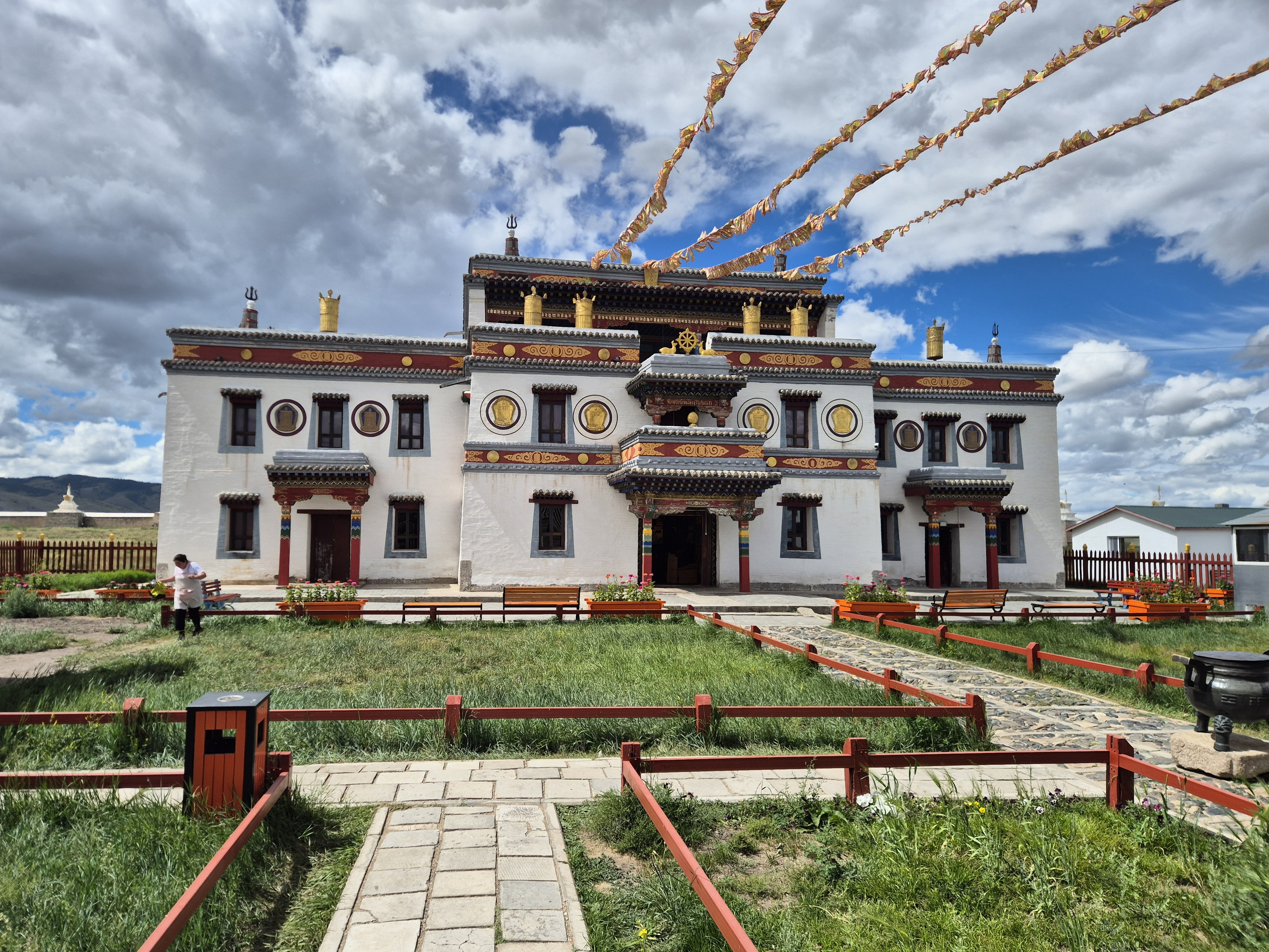
Temple Lavrin